# قطعنامه ۱۷۴۱ شورای امنیت
قطعنامه ۱۷۴۱ شورای امنیت سازمان ملل متحد که در تاریخ ۳۰ ژانویه ۲۰۰۷ تصویب شد، سندی بین‌المللی دربارهٔ بررسی وضعیت میان اریتره و اتیوپی است. این قطعنامه طی نشست ۵۶۲۶ام با ۱۵ رای موافق، ۰ مخالف و ۰ ممتنع تصویب شد.